# Otávio Gonzeli
Pour les articles homonymes, voir Otávio.
Otávio Gonzeli, né le 27 janvier 2002, est un coureur cycliste brésilien. 

## Biographie
Otávio Gonzeli est originaire de Curitiba. Encouragé par son oncle, il commence à se consacrer au cyclisme à l'âge de quinze ans. Il intègre rapidement une équipe de sa ville natale. Sur piste, il devient notamment triple champion du Brésil junior en 2019, dans l'omnium, l'américaine et le keirin. 
En 2022, il intègre la formation continentale Swift Carbon Brasil. Toujours actif sur piste, il est sacré champion national de l'élimination chez les espoirs. En 2023, il termine troisième du Grande Prémio Urubici, une course inscrite au calendrier de l'UCI America Tour. Il remporte ensuite le championnat panaméricain sur route espoirs en 2024.

## Palmarès sur route

### Par année
- 2022
  - 3e du championnat du Brésil du contre-la-montre espoirs
- 2023
  - 3e du Grande Prémio Urubici de Ciclismo
- 2024
  -  Champion panaméricain sur route espoirs
  - Prova Cidade de Ubatuba
  - 2e du championnat du Brésil sur route espoirs
- 2025
  -  Champion du Brésil sur route
  - 2ea étape du Tour d'Uruguay (contre-la-montre par équipes)

### Classements mondiaux
| Année                                 | 2023 | 2024 |
| ------------------------------------- | ---- | ---- |
| UCI America Tour                      | 229e | 56e  |
|                                       |      |      |
| Légende : nc = non classéSource : UCI |      |      |

## Palmarès sur piste
| - 2019 - Champion du Brésil de l'omnium juniors - Champion du Brésil de l'américaine juniors - Champion du Brésil du keirin juniors - 2022 - Champion du Brésil de l'élimination espoirs - 2e du championnat du Brésil de poursuite par équipes - 2023 - 2e du championnat du Brésil de poursuite par équipes | - 2024 - Champion du Brésil de poursuite par équipes - Champion du Brésil de l'omnium - 3e du championnat du Brésil de poursuite - 2025 - Champion du Brésil de poursuite - 2e du championnat du Brésil de poursuite par équipes |  |